# Wilhelm Brix
Philipp Wilhelm Brix (Berlim, 25 de julho de 1817 — Berlim, 31 de março de 1899) foi um engenheiro alemão.
Foi o primeiro professor de telegrafia elétrica e eletrotécnica. Obteve grandes méritos no desenvolvimento das ligações telegráficas alemãs e sua internacionalização.

## Vida
Após frequentar o Köllnisches Gymnasium em Berlim, estudou de 1837 a 1841 em Berlim e em Königsberg, onde obteve o doutorado em novembro de 1841, o primeiro doutorando de Franz Ernst Neumann em Königsberg.
A partir de 1841 realizou experimentações físicas, como por exemplo "em contrato da Associação para a Promoção do Comércio e da Indústria da Prússia, com apoio do Ministério Real do Comércio e Indústria" ("im Auftrage des Vereins zur Beförderung des Gewerbefleißes in Preußen und mit Unterstützung des Königlichen Ministeriums für Handel und Gewerbe") e "sobre o poder de aquecimento dos combustíveis mais importantes do estado prussiano." ("Über die Heizkraft der wichtigeren Brennstoffe des Preußischen Staates.") Foram investigadas madeiras de diversas espécies, turfa, linhito, carvão vegetal, hulha inglesa e prussiana, bem como misturas de diversos tipos de carvão. (Berlin, Ernst u. Korn, 1853)
A partir de 1853 Brix foi editor e redator de uma revista da Associação Telegráfica Teuto-Austríaca. Em 1855 ocupou-se, assim como fizera pouco antes Julius Wilhelm Gintl, com a transmissão duplex em linhas telegráficas. Em 1863 tornou-se docente de telegrafia elétrica na Berliner Bauakademie no Werderscher Markt em Berlim-Mitte.
Em 1876 tornou-se engenheiro sênior e representante do Escritório Telegráfico Imperial Geral, conduzindo sua ampliação. Em 1877 foi nomeado para o novo Gabinete Imperial de Patentes. Em 1879 tornou-se membro estrangeiro da "Society of Telegraph Engineers" (mais tarde Institution of Electrical Engineers), em Londres.
De 1879 a 1881 fundiram-se a Bauakademie e a Gewerbeakademie, formando a Universidade Técnica de Berlim, cuja sede foi transferida para Charlottenburg. Em 1881 Brix foi vice-presidente do juri da Exposição Eletrotécnica em Paris. Como representatnte do Império Alemão acompanhou Emil du Bois-Reymond, Rudolf Clausius, Hermann von Helmholtz, Johann Wilhelm Hittorf, Gustav Kirchhoff e Werner von Siemens no 1º Congresso Internacional de Eletricidade em 20 e 21 de setembro de 1881 em Paris, durante a Exposição Internacional de Eletricidade. As unidades ampère, coulomb, farad, ohm e volt passaram então a fazer parte da tecnologia e foram declaradas de uso obrigatório.
Após o final do semestre de verão de 1882 afastou-se após 20 anos de ensino na faculdade. Sua aulas foram retomadas um ano depois por Adolf Slaby. Em 1888 aposentou-se definitivamente e foi denominado conselheiro privado.